# Mansyreff
Mansyreff (Russisch: Мансыревы) is een uit Mordovië stammend vorstengeslacht.

## Geschiedenis
De stamreeks begint met Jenaidar vorst Mansyreff die in 1526 als vorst over een deel van Mordovië regeerde. Zijn nageslacht voerde de titel van vorst(in) Mansyreff (ook: Manssyrew). Bij Russisch senaatsbesluit van 1837 en 1864 werd de titel van vorst(in) voor leden van dit geslacht erkend met het predicaat doorluchtigheid.
Huidig hoofd van het huis is de in Harderwijk geboren Seraphim vorst Mansyreff (1969), zoon van Leonid vorst Mansyreff (1922-1985) en de Nederlandse Sofia Visser (1933-1997); hij trouwde in 2004 te 's-Gravenhage met Alexandra Elbertse, uit welk huwelijk in 2005 in die laatste plaats een zoon, Konstantin vorst Mansyreff, werd geboren.
Nakomelingen van een broer van de grootvader van Seraphim vorst Mansyreff leven in Duitsland.